# Croix A31/A36
Das Croix A31/A36 (oder: Croix de Beaune-nord) ist eine Autobahngabelung in Burgund, das sich nördlich von Beaune im Département Côte-d’Or befindet. Hier gabelt sich die Autoroute A36 von der Autoroute A31.

## Lage und Bauform
Die Gabelung befindet sich 1 km östlich des Dorfes Ladoix-Serrigny, etwa 3 km nördlich von Beaune, etwa 20 km westlich von Seurre und etwa 25 km südlich von Dijon.
Die Gabelung ist nur von Süden bzw. Osten aus erreichbar. So mündet die Hauptfahrbahn aus Seurre in Richtung Beaune. Nur aus Richtung Beaune kommend kann man auf die A36 in Richtung Seurre abbiegen. Die Richtungsfahrbahn von Seurre ist im Bereich der Gabelung einstreifig ausgeführt und überquert die A31 in einem zentralen Brückenbauwerk. Die Richtungsfahrbahn nach Seurre ist zweistreifig, die A31 komplett dreispurig ausgebaut.
|  | (1) Nuit St Georges Richtung Dijon                    |                          |
|  |                                                       | (1) Seurre Richtung Dole |
|  | (24.1) Levernois (Weiterführung als ) Richtung Beaune |                          |